# 索拉 (博亞卡省)
索拉是哥倫比亞的城鎮，位於該國東北部，由博亞卡省負責管轄，距離首府通哈19公里，始建於1556年8月12日，面積42平方公里，海拔高度3,043米，2005年人口2,916。
5°34′N 73°26′W / 5.567°N 73.433°W